# 정동화
정동화(鄭潼和, 1951년 ~ 하동)는 포스코건설 대표이사 부회장을 지낸 대한민국의 기업인이다.

## 학력
- 한양대학교 전기공학 학사